# Daniel Narcisse
Daniel Narcisse (Saint-Denis, 16. prosinca 1979.) je francuski rukometaš.
Trenutačno je član francuskog PSG-a. Za reprezentaciju nastupao je od 2000. do 2017. godine s kojom ima 7 zlata i 2 bronce sa svjetskog i europskog prvenstva.